# Pascal Mahou
Pascal Mahou, né en 1939 à Faulquemont en Moselle, est un peintre et plasticien français.

## Œuvre
Il opte à partir des années 1970 pour l'utilisation d'un dessin en trame ou carroyage, qui devient l'élément matriciel qu'il conjugue depuis en peinture ou en installation éphémère in situ. Proche de Claude Viallat et de Christian Jaccard à ses débuts, Pascal Mahou cherche à insérer l'art et la peinture dans la ville ou le paysage.
Au motif de la grille géométrique de 36 carreaux qu'il répète n fois, il peut assembler, coller, joindre des meules de foin (hommage à Van Gogh), des cageots ou des rebuts collectés dans les villes ou les campagnes jouant de la forme, du dessin, et de la couleur. Depuis les années 2000, il réalise une suite de peintures et d'installations fait d'emprunts et de collages à l'histoire de l'art du XXe siècle, avec des citations de Matisse, Picasso, etc.
Il est membre du Comité du Salon des Réalités Nouvelles.

## Expositions et collections
- Galerie Frontières, maison Folie de Wazemmes, Lille, 2006
- Maison des Arts Georges Pompidou de Cajars, 2007
- Galerie Cour Carrée, Paris, 2010
- Collection Frac Lorraine